# 馮翊綱
馮翊綱（1964年10月31日—），台灣相聲男演員、劇場表演戲子。畢業於國立臺北藝術大學戲劇學系學士、碩士，青年時期追隨賴聲川學習劇場創作，後拜常寶華為師，投入劇場經營、創作、演出活躍至今。
1988年創辦相聲瓦舍並擔任團長暨藝術總監至今，曾與宋少卿搭檔超過三十年。兼任國立臺北藝術大學戲劇系、國立臺灣師範大學音樂系與通識中心教授，曾獲國軍文藝金像獎、中國文藝獎章、中華民國十大傑出青年薪傳獎、全球中華文化藝術薪傳獎。

## 生平
馮翊綱1964年出生於高雄市左營區的眷村，籍貫陕西省。高中就讀天主教道明高級中學，進入國立藝術學院（今國立臺北藝術大學）戲劇學系就讀，取得學士及碩士學位，指導教授為賴聲川。早年追隨賴聲川加入表演工作坊，首件工作是為《那一夜，我們說相聲》原創劇本出版前，進行逐字手工抄寫。接著多次參與集體即興創作、演出膾炙人口的經典作品，包括《意外死亡（非常意外）》、《新世紀天使隱藏人間》、《推銷員之死》、《戀馬狂》、《我和我和他和他》、《紅色的天空》、《又一夜，他們說相聲》、《那一夜，我們說相聲》93年版、《暗戀桃花源》99年版。
1988年與宋少卿、金尚東共同創辦相聲瓦舍，創設之初，就被各界譽為是「相聲的新希望」。二十年間以每年近百場的演出、總平均百分之九十以上的爆炸性票房、風行的影音光碟，成為華文世界家喻戶曉的表演人物。2002年在北京拜相聲耆宿常寶華為師，進入了傳統相聲業的發展史。近年往來海峽兩岸與海外華人各大城市聚落演出，精湛而深刻的藝術展現被譽為「台灣相聲頭牌」，行內知交亦暱稱為「頭把手」。
2008年，主演精裝巨著《寶島一村》，出身眷村的馮翊綱將外省籍老兵的形象，相貌音容刻畫鮮活廣受好評。其後演出賴聲川的旅行自傳《那一夜，在旅途中說相聲》，詮釋作者意識深層的奔放享樂企圖，同時憂患於親人分崩的焦慮，亦廣獲各方好評。
姚一葦曾稱「阿綱是一支筆」，除劇作外，馮翊綱也是散文名家， 曾任聯合報聯合副刊、時報周刊、幼獅文藝等專欄作家，出版影音光碟數十種，研究文集、文藝創作、劇本、有聲書十多部，近年將文字著作多委託聯合文學出版。
馮翊綱曾有一段婚姻。他與林姓女友交往近8年，兩人同居於新店區，2011年6月兩人據報成婚。

## 作品

### 相聲瓦舍
自相聲瓦舍成立以來，舉凡瓦舍作品、編劇、導演均出自馮翊綱。劇本、著作、專輯列表如下：
- 2012年，於《宋百百的演藝人生》再度詮釋經典段子《黃鶴樓》，精湛演出獲得廣大迴響，更獲得外籍人士大力讚許「可學習中華文化的好戲」。
- 2011年，受邀前往北京、上海演出《東廠僅一位》深受喜愛，隔年5月再度受邀前往上海演出。
- 2010年，推出全文本創作《惡鄰依依》，以暗喻、明喻闡述故事主軸，新戲推出即受到觀眾熱烈討論，讚譽此一作品不僅讓人深慮、醒悟，更道出「如果愛可以無私，那麼依依的命運應該可以更美」等省思話語。同年，由聯合文學出版「瓦舍小品」、「惡鄰依依」，其中「惡鄰依依」收錄《兩光康樂隊》、《惡鄰依依》演出劇本。
- 2010年，受國立故宮博物院邀請，參與故宮新韻演出《又一村》，妙筆生花地將故宮珍藏文物、歷史典故融入劇本。
- 2009年，撰寫以國軍藝工隊為主題的《兩光康樂隊》，由於內容以詼諧、幽默口吻述說歷史，使莘莘學子朗朗上口讀古今，因此編輯於高中教材。同年，於聯合文學出版「狂言三國」，收錄《蔣先生，你幹什麼？》演出劇本。
- 2007─2008年，推出相聲瓦舍20週年經典創作《鄧力軍》、《公公徹夜未眠》、《戰國廁前傳》以及《借問ㄞˋ教授》、《第十九屆新春賀歲聯歡晚會》，觀眾讚稱「值得咀嚼、回味的感動」，甚至感動落淚，許久無法自拔；由於戲劇內容富含歷史典故、國學古文，為此編入國高中教材，深受學子喜愛，並成為校園相聲比賽的熱門題材。同時，於聯合文學出版「戰國厠」，收錄《戰國廁前傳》、《戰國廁傳》劇本，以及「我的微星麻吉」、「鄧力軍」、「笑神來了」。
- 2006年，《上次，這次，下次》，劇中扮演和珅一角。
- 2005年，演出《蔣先生，你幹什麼？》
- 2004年，演出《記得當時那個小》、《小華小明在偷看》，受到廣大讚許「給予深深的感觸，勾起小時回憶與夢想…」。同年，受到揚智文化青睞，將《東廠僅一位》、《蠢嗄揪疼》、《大寡婦豆棚》、《小華小明在偷看》劇本收錄，出版「第二本，瓦舍說相聲」。
- 2003年，演出《大寡婦豆棚》一角，並推出《消失的931》，是唯一攝影棚錄影創作品。
- 2002年，與大陸國寶級相聲大師常寶華先生合作聯手演出《笑神來了誰知道》。同年，於天行文化出版「影劇六村 惡傳」，並收錄《並不太熟》、《誰唬嚨我？》等演出劇本。
- 2001年，分別推出三部巨作《東廠僅一位》、《並不太熟》、《他怎麼那麼紅》，深受媒體讚譽「不僅是原創相聲劇，更推翻傳統、灌入新想法，讓觀眾獲得前所未有的感覺」。
- 1999年─2000年，演出《大唐馬屁精》、《哈戲族》、《誰唬嚨我？》，同時揚智文化深感劇本的重要性，特將《大唐馬屁精》、《誰唬嚨我？》、《相聲說垮鬼子們》劇本收錄在「這一本，瓦舍說相聲」。同年，幼獅文化出版「相聲世界走透透」，並收錄經典段子《黃鶴樓》
- 1997年，演出《相聲說垮鬼子們》、《張飛要出來了，別害怕！》將經典段子《黃鶴樓》重新詮釋改編。

## 劇本作品

#### 表演工作坊
| 馮翊綱參與創作作品 （由賴聲川規劃主導之集體即興創作。） |
| 紅色的天空                                              |
| 又一夜，他們說相聲                                      |
| 我和我和他和他                                          |
| 寶島一村                                                |
| 那一夜，在旅途中說相聲                                  |

#### 相聲瓦舍
| 馮翊綱改編作品 （傳統相聲、或由其他人原創編撰、或組合舊作。） |                              |
| 《相聲瓦舍》同名專輯                                          | 四張有聲出版品，無劇場演出。 |
| 黑色幽默                                                      | 兩張有聲出版品，無劇場演出。 |
| 張飛要出來了，別害怕！                                        |                              |
| 哈戲族                                                        |                              |
| 他怎麼那麼紅                                                  |                              |
| 消失的931                                                     | 一張影音出版品，無劇場演出。 |
| 上次，這次，下次                                              |                              |
| 第十九屆新春賀歲聯歡晚會                                      |                              |
| 借問ㄞˋ教授                                                   | 光碟出版名為《誰殺了羅伯特》 |
| 公公徹夜未眠                                                  |                              |
| 竹林七嫌                                                      |                              |
| 宋百百的演藝人生                                              |                              |
| 飛魚王                                                        |                              |
| 沙士芭樂                                                      |                              |
| 我不要演癩蛤蟆                                                |                              |
| 警察杯杯我的車牌咧                                            |                              |
| 相聲也瘋狂 (台語版)                                           |                              |

| 馮翊綱主編作品 （馮翊綱規劃原創，但有其他人參與創作。） |
| 相聲說垮鬼子們                                          |
| 狀元模擬考                                              |
| 誰唬嚨我？                                              |
| 大唐馬屁精                                              |
| 並不太熟                                                |
| 東廠僅一位                                              |
| 大寡婦豆棚                                              |
| 小華小明在偷看                                          |
| 蔣先生你幹什麼？                                        |
| 兩光康樂隊                                              |

| 馮翊綱獨立原創作品 |                                |
| 鄧力軍             |                                |
| 戰國廁前傳         |                                |
| 惡鄰依依           |                                |
| 迷香               |                                |
| 情聖阿弱           |                                |
| 瓦舍說金庸         |                                |
| 緋蝶               |                                |
| 賣橘子的           |                                |
| 弄                 | 入圍台灣文學獎                 |
| 快了快了           | 入圍台灣文學獎                 |
| 謊然大誤           | 入圍並獲得台灣文學獎劇本金典獎 |

## 演出作品

### 舞台劇
| 年份   | 劇團       | 劇名                     |
| 1988年 | 果陀劇場   | 兩世姻緣                 |
| 1992年 | 表演工作坊 | 推銷員之死               |
| 1992年 | 果陀劇場   | 火車起站                 |
| 1993年 | 表演工作坊 | 那一夜，我們說相聲       |
| 1993年 | 果陀劇場   | 淡水小鎮                 |
| 1994年 | 表演工作坊 | 紅色的天空               |
| 1994年 | 表演工作坊 | 戀馬狂                   |
| 1995年 | 表演工作坊 | 意外死亡（非常意外！）   |
| 1996年 | 表演工作坊 | 新世紀，天使隱藏人間     |
| 1997年 | 表演工作坊 | 又一夜，他們說相聲       |
| 1997年 | 相聲瓦舍   | 相聲說垮鬼子們           |
| 1997年 | 相聲瓦舍   | 張飛要出來了，別害怕！   |
| 1998年 | 表演工作坊 | 紅色的天空               |
| 1998年 | 表演工作坊 | 我和我和他和他           |
| 1998年 | 表演工作坊 | 先生，開個門             |
| 1998年 | 相聲瓦舍   | 狀元模擬考               |
| 1999年 | 表演工作坊 | 暗戀桃花源               |
| 1999年 | 相聲瓦舍   | 誰唬嚨我？               |
| 1999年 | 相聲瓦舍   | 哈戲族                   |
| 1999年 | 相聲瓦舍   | 大唐馬屁精               |
| 2001年 | 相聲瓦舍   | 他怎麼那麼紅             |
| 2001年 | 相聲瓦舍   | 並不太熟                 |
| 2001年 | 相聲瓦舍   | 東廠僅一位               |
| 2002年 | 相聲瓦舍   | 蠢嗄揪疼                 |
| 2002年 | 相聲瓦舍   | 笑神來了誰知道？         |
| 2002年 | 相聲瓦舍   | 影劇六村                 |
| 2003年 | 相聲瓦舍   | 大寡婦豆棚               |
| 2004年 | 相聲瓦舍   | 小華小明在偷看           |
| 2004年 | 相聲瓦舍   | 記得當時那個小           |
| 2005年 | 相聲瓦舍   | 蔣先生，你在幹什麼？     |
| 2006年 | 相聲瓦舍   | 上次，這次，下次         |
| 2007年 | 相聲瓦舍   | 第十九屆新春賀歲聯歡晚會 |
| 2007年 | 相聲瓦舍   | 借問ㄞˋ教授              |
| 2007年 | 相聲瓦舍   | 鄧力軍                   |
| 2008年 | 表演工作坊 | 寶島一村                 |
| 2008年 | 相聲瓦舍   | 戰國廁前傳               |
| 2008年 | 相聲瓦舍   | 公公徹夜未眠             |
| 2009年 | 相聲瓦舍   | 兩光康樂隊               |
| 2010年 | 相聲瓦舍   | 又一村                   |
| 2010年 | 相聲瓦舍   | 惡鄰依依                 |
| 2011年 | 表演工作坊 | 那一夜，在旅途中說相聲   |
| 2012年 | 相聲瓦舍   | 宋百百的演藝人生         |
| 2012年 | 相聲瓦舍   | 飛魚王                   |
| 2013年 | 相聲瓦舍   | 迷香                     |
| 2013年 | 相聲瓦舍   | 情聖阿弱                 |
| 2014年 | 相聲瓦舍   | 瓦舍說金庸               |
| 2015年 | 相聲瓦舍   | 緋蝶                     |
| 2015年 | 相聲瓦舍   | 賣橘子的                 |
| 2016年 | 相聲瓦舍   | 沙士芭樂                 |
| 2017年 | 相聲瓦舍   | 弄                       |
| 2018年 | 相聲瓦舍   | 快了快了                 |
| 2018年 | 相聲瓦舍   | 我不要演癩蛤蟆           |
| 2019年 | 相聲瓦舍   | 警察杯杯我的車牌咧       |
| 2019年 | 相聲瓦舍   | 十五萬大軍直取西城而來   |
| 2020年 | 相聲瓦舍   | 雞都下蛋了               |
| 2021年 | 相聲瓦舍   | 三十三                   |
| 2022年 | 相聲瓦舍   | 畫虎藍                   |
| 2023年 | 相聲瓦舍   | 鱷魚不見了               |

## 榮譽
| 年份   | 獲提名 | 獎項                             | 結果 |
| 1994年 |        | 第二屆中華民國十大傑出青年薪傳獎 | 獲獎 |
| 1999年 |        | 中國文藝獎章                     | 獲獎 |
| 2003年 |        | 劍橋名人錄                       | 獲獎 |
| 2006年 |        | 台灣名人錄                       | 獲獎 |
| 2006年 |        | 全球中華文化藝術薪傳獎           | 獲獎 |
|        |        | 國軍文藝金像獎                   | 獲獎 |
|        |        | 文建會舞台劇本創作獎             | 獲獎 |
| 2018年 |        | 台灣文學獎劇本金典獎             | 獲獎 |